# Estnische Badmintonmeisterschaft 1975
Die Estnische Badmintonmeisterschaft 1975 fand im April 1975 in Vinni statt. Es war die 11. Austragung der Titelkämpfe.

## Medaillengewinner
| Disziplin    | Gold                                           | Silber                                          | Bronze                              |
| ------------ | ---------------------------------------------- | ----------------------------------------------- | ----------------------------------- |
| Herreneinzel | Alfred Kivisaar, Tallinn                       | Boris Bogovski, Tallinn                         | Jaak Nuuter, Tallinn                |
| Dameneinzel  | Marika Dolotova, Tartu                         | Riina Kaarli, Tartu                             | Merike Vaimel, Tartu                |
| Herrendoppel | Alfred Kivisaar Toivo Raudver, Tallinn / Tartu | Jüri Tarto Raivo Kristianson, Tallinn           | Boris Bogovski Jaak Nuuter, Tallinn |
| Damendoppel  | Riina Kaarli Marika Dolotova, Tartu            | Tiina Nuuter Skaidrite Nurges, Tallinn          | Merike Vaimel Kaire Vaimel, Tartu   |
| Mixed        | Alfred Kivisaar Riina Kaarli, Tallinn / Tartu  | Boris Bogovski Marika Dolotova, Tallinn / Tartu | Jaak Nuuter Tiina Nuuter, Tallinn   |